# Friedrichswalde (Bahretal)
Friedrichswalde ist ein Ortsteil von Bahretal im Landkreis Sächsische Schweiz-Osterzgebirge.

## Geographie

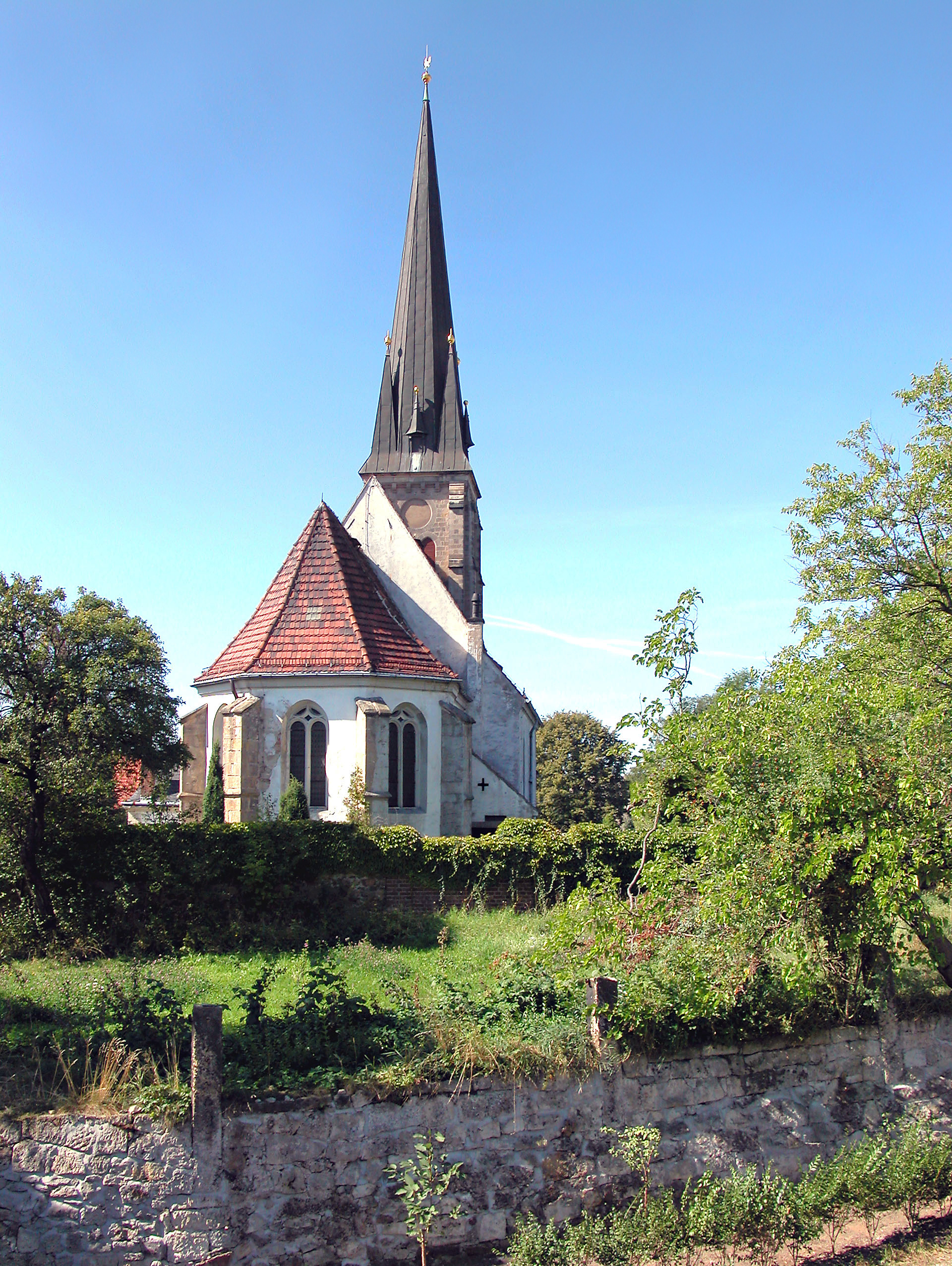
Ev. Kirche Friedrichswalde

Friedrichswalde liegt südöstlich der sächsischen Landeshauptstadt Dresden im Norden der Gemeinde Bahretal, die sich wiederum im Zentrum des Landkreises Sächsische Schweiz-Osterzgebirge befindet. Das Waldhufendorf liegt auf der Nordabdachung des östlichen Erzgebirges im Elbtalschiefergebiet. Die Ortslage befindet sich am Friedrichswalder Bach in einer orografisch linken Seitenmulde des Tals der Bahre, die oberhalb des Ortes im Rückhaltebecken Friedrichswalde-Ottendorf angestaut ist. Das Ortsbild prägen neben der Friedrichswalder Kirche mehrere stattliche Dreiseithöfe, eine nach der Wende entstandene Wohnsiedlung im Südosten des Ortes sowie der große Steinbruch nördlich von Friedrichswalde, wo das Unternehmen ProStein Diabas abbaut. Randbereiche der Gemarkung, insbesondere die steilen Hänge am engen Tal der Bahre nördlich der Ortslage, sind bewaldet. Ein großer Teil der 442 Hektar umfassenden Flur dient landwirtschaftlichen Zwecken.
Mit dem östlich benachbarten Bahretaler Ortsteil Ottendorf ist Friedrichswalde zu einem nur durch die Bahre getrennten Doppeldorf zusammengewachsen, das von 1970 bis 1994 die Gemeinde Friedrichswalde-Ottendorf bildete. Mit Gersdorf im Südosten, Borna im Süden, Nentmannsdorf im Westen sowie der Niederseidewitzer Flur mit Oberseidewitz im Norden grenzen vier weitere Bahretaler Ortsteile an. Nordöstlich benachbart ist Dohma.
Die wichtigste Straße auf Friedrichswalder Flur ist die Bundesautobahn 17 von Dresden nach Prag, die westlich an der Ortslage vorbeiführt und dort in Form der Anschlussstelle Bahretal an die Staatsstraße 170n angebunden ist. Die Staatsstraße umgeht von Nentmannsdorf aus die Ortsteile Friedrichswalde und Ottendorf nördlich, überquert auf einer 325 m langen und bis zu 28 m hohen Brücke das Bahretal und stellt die Verbindung mit dem östlich gelegenen Dohmaer Ortsteil Cotta her. Von ihr zweigt die Kreisstraße 8732 ab, die die Dorfkerne von Friedrichswalde und Ottendorf erschließt. Über die im Bahretal verlaufende Kreisstraße 8757 ist Friedrichswalde in südlicher Richtung an Borna und Gersdorf sowie nach Norden an den Pirnaer Stadtteil Zuschendorf angebunden. Friedrichswalde ist an das Busnetz des Regionalverkehrs Sächsische Schweiz-Osterzgebirge (RVSOE) angeschlossen.

## Kirche
Eine Erwähnung eines Plebans von Friedrichswalde ist für das Jahr 1311 belegt.
Die heutige Kirche Friedrichswalde wurde um 1500 als Saalkirche mit eingezogenem langgestrecktem Chor und Westturm erbaut. Der Chor ist mit Strebepfeilern versehen und endet in einem Dreiachtelschluss, die stumpf spitzbpgigen Fenster sind mit nachgotischem Maßwerk geschmückt, das wohl aus dem Jahr 1566 (Jahreszahl am Chor) stammt. Der Saal brannte im Jahr 1639 aus und war 1647 wiederhergestellt; er ist mit rundbogigen Fensterpaaren in Blenden versehen; unterhalb davon sind hochrechteckige Fensterpaare angeordnet. Der Westgiebel und der Westturm sind neugotisch aus dem Jahr 1892, ebenso die Sakristei.
Der Altar und die Kanzel stammen ebenfalls von 1892, der neugotische Orgelprospekt aus dem Jahr 1905. Ein schlichter Taufstein gehört der Spätgotik an. Der spätgotische Schnitzaltar aus dieser Kirche wurde nach Dresden verbracht und verbrannte dort im Jahr 1945.